# Kenny Morgans
Kenny Morgans, all'anagrafe Kenneth Godfrey Morgans (Swansea, 16 marzo 1939 – 18 novembre 2012) è stato un calciatore gallese, di ruolo centrocampista.

## Biografia
Morgans è lo zio di Aaron Lewis, a sua volta calciatore professionista (ha anche vestito la maglia della nazionale gallese Under-21).

## Carriera

### Giocatore
Nel 1955, all'età di 16 anni, viene tesserato dal Manchester Utd, con le cui giovanili vince una FA Youth Cup nella stagione 1956-1957, stagione in cui viene peraltro anche aggregato alla prima squadra, pur senza esordirvi in partite ufficiali: il suo vero e proprio esordio tra i professionisti avviene infatti il 21 dicembre 1957, in una partita casalinga di campionato contro il Leicester City. Nel corso della stagione scende in campo con buona regolarità (nonostante la giovane età, scende in campo anche nella partita di ritorno dei quarti di finale di Coppa dei Campioni contro gli iugoslavi della Stella Rossa), per un totale di 13 partite in campionato e 4 partite in Coppa dei Campioni, ma nel finale di stagione viene coinvolto nell'incidente del Volo British European Airways 609: pur subendo conseguenze meno gravi di altri compagni sopravvissuti alla disgrazia (rimane in ospedale per tre settimane), di fatto dopo l'incidente non riesce più a tornare sui suoi precedenti livelli di rendimento, giocando in modo sporadico nel corso delle stagioni successive, tanto che nel 1961, quando lo United lo cede allo Swansea City, ha giocato solamente 17 partite nella prima divisione inglese (nonostante i Red Devils dopo l'incidente aereo di Monaco di Baviera avessero ricostruito la rosa dando spazio a molti suoi coetanei), per un totale quindi di 4 partite nelle stagioni 1958-1959, 1959-1960 e 1960-1961. Tra il 1961 ed il 1964 gioca quindi con gli Swans, club gallese militante nella seconda divisione inglese, con cui nell'arco di un triennio totalizza complessivamente 55 presenze e 4 reti in incontri di campionato; passa quindi al Newport County, altro club gallese, con cui gioca per quattro stagioni nella quarta divisione inglese per un totale di 125 presenze e 44  reti, prima di chiudere la carriera nel 1969 dopo un biennio trascorso giocando a livello semiprofessionistico prima con il Barry Town e poi con il Cwambran Town (di cui è contemporaneamente anche allenatore).
In carriera ha totalizzato complessivamente 196 presenze e 48 reti nei campionati della Football League.

### Allenatore
Nella stagione 1972-1973 ha allenato i semiprofessionisti gallesi del Blaenavon Blues.

## Palmarès

### Giocatore

#### Competizioni giovanili
- FA Youth Cup: 1

Manchester United: 1956-1957
- Blue Stars/FIFA Youth Cup: 1

Manchester United: 1957

#### Competizioni regionali
- Monmouthshire/Gwent Senior Cup: 1

Newport County: 1964-1965